# Second Party System
Le Second Party System était le système de partis politiques en vigueur aux États-Unis de 1828 à 1852 environ, après la fin du First Party System. Le système a été caractérisé par un intérêt plus grand des citoyens à la vie politique à partir de 1828, comme en témoignent la participation aux scrutins, aux rassemblements, l'émergence de journaux partisans et les degrés élevés de loyauté personnelle envers les partis,
Deux grands partis dominent le paysage politique : le Parti démocrate, dirigé par Andrew Jackson, et le Parti whig, assemblé par Henry Clay des républicains nationaux et d’autres opposants à Jackson. Parmi les partis mineurs, mentionnons le Parti antimaçonnique, un innovateur important de 1827 à 1834 ; l’abolitionniste Parti de la liberté en 1840; et l’expansion anti-esclavagiste Parti du sol libre en 1848 et 1852. Le Second Party System reflétait et façonnait les courants politiques, sociaux, économiques et culturels de l’ère jacksonienne, jusqu’à ce que le Third Party System lui succède.
Frank Towers précise qu’un fossé idéologique important était que « les démocrates défendaient la « souveraineté du peuple » telle qu’exprimée dans les manifestations populaires, les conventions constitutionnelles et la règle de la majorité comme principe général de gouvernement, tandis que les whigs préconisaient la primauté du droit, des constitutions écrites et immuables, et la protection des intérêts des minorités contre la tyrannie majoritaire ».

## Origines
L’élection présidentielle de 1824 s’est déroulée sans partis politiques et s’est résumée à une course à quatre. Chaque candidat (Henry Clay, William Crawford, Andrew Jackson et John Quincy Adams), qui étaient tous nominalement républicains démocrates, avait une base régionale de soutien impliquant des factions dans les différents États. En l’absence de majorité absolue au collège électoral, le choix a été dévolu à la Chambre des représentants des États-Unis. Clay ne figurait qu'en quatrième position, mais en tant que président de la Chambre a négocié le règlement du scrutin. Jackson, bien qu’ayant remporté le plus grand nombre de votes populaires et de votes du collège électoral, n’a pas été élu. C'est John Quincy Adams, fils de l’ancien président John Adams, qui l'a emporté, et il a choisi Clay comme secrétaire d’État.
Jackson a dénoncé ce « marché corrompu ». Faisant campagne vigoureusement, il lança une croisade contre la corruption et rassembla une coalition, au sein d'un Parti démocrate embryonnaire, qui évinça Adams en 1828. Martin Van Buren, brillant leader de la politique new-yorkaise, était le principal second de Jackson, apportant les nombreux votes électoraux de la Virginie et de la Pennsylvanie assurant sa nomination au poste de secrétaire d’État et plus tard à la vice-présidence en tant qu’héritier de la tradition jacksonienne. L’aile Adams-Clay du Parti démocrate-républicain est devenue connue sous le nom de National Republicans.

### Jackson et la banque
Le Second Party System est apparu principalement en raison de la détermination de Jackson à détruire la Second Bank of the United States. Basée à Philadelphie, avec des bureaux dans les grandes villes du pays, la banque à charte fédérale fonctionnait un peu comme une banque centrale. Les banquiers et les politiciens locaux étaient agacés par les contrôles exercés par Nicholas Biddle. Jackson n’aimait aucune banque (le papier-monnaie était un anathème pour Jackson ; il croyait que seuls l’or et l’argent devraient circuler). Après de multiples combats avec Henry Clay, son principal antagoniste, Jackson a finalement éliminé la banque de Biddle.
La plupart des hommes d’affaires et des banquiers (mais pas tous) sont passés au parti whig, et les villes commerciales et industrielles sont devenues des bastions whigs. Pendant ce temps, Jackson est devenu encore plus populaire auprès des fermiers et des journaliers qui se méfiaient des banquiers et de la finance.

### système des dépouilles
Jackson n’a pas seulement récompensé les anciens partisans. Il a promis de futurs emplois si des politiciens rejoignaient son équipe. Il croyait que la rotation au pouvoir empêcherait le développement d’une fonction publique corrompue. D’autre part, les partisans de Jackson voulaient utiliser la fonction publique pour récompenser les loyalistes du parti. En pratique, cela signifiait remplacer les fonctionnaires par des amis ou des fidèles. Le système des dépouilles ne provient pas de Jackson. Il est né sous Thomas Jefferson quand il a destitué les titulaires fédéralistes de charges après son entrée en fonction. À la fin de son mandat, Jackson n’avait renvoyé que moins de vingt pour cent de la fonction publique d’origine. Bien que Jackson n’ait pas lancé le système des dépouilles, il a encouragé sa croissance et c'est devenu un élément central du Second Party System, puis du Third Party System,

## Modernisation des whigs
Les deux partis ayant un ancêtre commun, les whigs et les démocrates se sont mis d’accord sur de nombreux principes de base – ils étaient tous deux fortement attachés aux idéaux du républicanisme aux États-Unis. Dans la plupart des États, les whigs étaient mieux éduqués, plus urbains et plus entreprenants ; les démocrates étaient plus nombreux sur la frontière et dans les zones agricoles de subsistance. Les immigrants catholiques, en particulier irlandais et allemands, étaient enthousiastement démocrates, tandis que les protestants évangéliques et les immigrants anglais et écossais-irlandais étaient typiquement whigs.
Les entrepreneurs, banquiers, hommes d’affaires, commerçants, dont beaucoup étaient déjà des républicains nationaux, et les planteurs du Sud en colère contre l’approche de Jackson lors de la crise de l’annulation ont été mobilisés dans une nouvelle force anti-Jackson ; ils s’appelaient eux-mêmes whigs. Dans le nord-est, une croisade moralisatrice contre l’ordre maçonnique très secret a mûri en un Parti anti-maçonnique qui s’est rapidement allié avec les Whigs. Jackson a riposté en utilisant le favoritisme fédéral, concluant des alliances opportunes avec les dirigeants locaux et en adoptant une rhétorique qui identifiait la Banque et ses agents comme la plus grande menace pour l’esprit républicain. Finalement, ses partisans se sont appelés « démocrates ».

## Démocratisation
Changement fondamental après 1820, pour la première fois, la politique a joué un rôle central dans la vie des citoyens. Avant cela, la déférence envers les élites et l’indifférence générale la plupart du temps caractérisaient la politique locale à travers le pays. Les lois sur le suffrage n’étaient pas en cause car elles permettaient la participation massive des hommes blancs. Mais peu d’hommes s’intéressaient à la politique avant 1828, et moins encore votaient ou s’engageaient parce que la politique ne semblait pas importante. Les changements ont suivi le choc psychologique de la panique de 1819 et l’élection d’Andrew Jackson en 1828, avec sa personnalité charismatique et ses politiques controversées. En 1840 la révolution était complète : les campagnes ont été caractérisées par des réunions de masse, des défilés, des célébrations et un enthousiasme intense, tandis que les élections généraient une forte participation électorale. Dans la structure et l’idéologie, la politique américaine avait été démocratisée.

## Stratégies des partis

### Faiblesses whig
Une faiblesse fondamentale était son incapacité à prendre position sur l’esclavage. En tant que coalition de républicains nationaux du Nord et de partisans de la nullification du Sud, les whigs de chacune des deux régions avaient des points de vue opposés sur l’esclavage. Par conséquent, le parti whig n’a pu mener des campagnes réussies que tant que la question de l’esclavage était ignorée.
Au début des années 1850, la question de l’esclavage domine le paysage politique et les whigs, incapables de s’entendre sur une approche de la question, commencent à se désintégrer. En 1856, la majorité des whigs ont approuvé la campagne Know Nothing de Millard Fillmore et en 1860, ils ont approuvé le ticket de l’Union constitutionnelle de John Bell, mais, avec le déclenchement de la guerre civile en 1861, le parti whig a cessé d’exister.

### Les démocrates dominent en 1852
Dans les années 1850, la plupart des dirigeants du parti démocrate avaient accepté de nombreuses idées whig car personne ne pouvait nier que la modernisation économique des usines et des chemins de fer progressait rapidement. Les anciennes approches économiques étaient dépassées et les vieux dirigeants tels Calhoun, Webster, Clay, Jackson et Polk étaient décédés. De nouvelles questions, en particulier les questions de l’esclavage, du nativisme et de la religion, sont apparues. 1852 fut le dernier soubresaut pour les whigs ; tout le monde s’est rendu compte qu’ils ne pourraient gagner que si les démocrates se divisaient. Avec l'échec du Parti du sol libre, la domination démocrate semblait assurée. Le Third Party System était prêt à émerger.

### Source
- (en) Cet article est partiellement ou en totalité issu de l’article de Wikipédia en anglais intitulé « Second Party System » (voir la liste des auteurs).